# Kopriva
Kopriva (lat. Urtica), rod biljaka iz porodice koprivovki (Urticaceae), red ružolike (Rosales), čije su stabljike i listovi pokriveni dlakama žarnicama koje se pri dodiru lome izlučujući mravlju kiselinu. Koprive uglavnom rastu kao korov, a neke od njih koriste se i u prehrani, kuhana s krumpirom.
Rodu pripada zasada 53 priznate vrste, no brojnim vrstama još nije riješen status radi li se o posebnim vrstama ili sinonimima. Najpoznatija vrsta i ona na koju svi mislimo kada kažemo "kopriva" je Urtica dioica ili obična kopriva.

## Vrste
1. Urtica aspera Petrie
2. Urtica atrichocaulis (Hand.-Mazz.) C.J.Chen
3. Urtica atrovirens Req. ex Loisel.
4. Urtica australis Hook.f.
5. Urtica ballotifolia Wedd.
6. Urtica berteroana Phil.
7. Urtica bianorii (Knoche) Paiva
8. Urtica bullata Blume
9. Urtica cannabina L.
10. Urtica chamaedryoides Pursh
11. Urtica chengkouensis W.T.Wang
12. Urtica circularis (Hicken) Sorarú
13. Urtica dioica L.
14. Urtica domingensis Urb.
15. Urtica echinata Benth.
16. Urtica ferox G.Forst.
17. Urtica fissa E.Pritz.
18. Urtica flabellata Kunth
19. Urtica fragilis J.Thiébaut
20. Urtica galeopsifolia Wierzb. ex Opiz
21. Urtica glandulifera Liebm.
22. Urtica glomeruliflora Steud.
23. Urtica gracilenta Greene
24. Urtica gracilis Aiton
25. Urtica granulosa S.F.Blake
26. Urtica himalayensis Kunth & C.D.Bouché
27. Urtica hyperborea Jacquem. ex Wedd.
28. Urtica incisa Poir.
29. Urtica kioviensis Rogow.
30. Urtica lalibertadensis Weigend
31. Urtica laurifolia Poir.
32. Urtica leptophylla Kunth
33. Urtica lilloi (Hauman) Geltman
34. Urtica lobata E.Mey. ex Blume
35. Urtica macbridei Killip
36. Urtica magellanica Juss. ex Poir.
37. Urtica mairei H.Lév.
38. Urtica malipoensis W.T.Wang
39. Urtica masafuerae Phil.
40. Urtica massaica Mildbr.
41. Urtica membranacea Poir. ex Savigny
42. Urtica membranifolia C.J.Chen
43. Urtica mexicana Liebm.
44. Urtica minutifolia Griseb.
45. Urtica morifolia Poir.
46. Urtica neubaueri Chrtek
47. Urtica × oblongata W.D.J.Koch ex Maly
48. Urtica papuana Zandee
49. Urtica perconfusa Grosse-Veldm. & Weigend
50. Urtica peruviana Geltman
51. Urtica pilulifera L.
52. Urtica platyphylla Wedd.
53. Urtica portosanctana Press
54. Urtica praetermissa V.W.Steinm.
55. Urtica pseudomagellanica Geltman
56. Urtica pubescens Ledeb.
57. Urtica rubricaulis Span.
58. Urtica rupestris Guss.
59. Urtica sansibarica Engl.
60. Urtica simensis Hochst. ex A.Rich.
61. Urtica sondenii (Simmons) Avrorin ex Geltman
62. Urtica spatulata Sm.
63. Urtica spirealis Blume
64. Urtica stachyoides Webb & Berthel.
65. Urtica subincisa Benth.
66. Urtica sykesii Grosse-Veldm. & Weigend
67. Urtica taiwaniana S.S.Ying
68. Urtica thunbergiana Siebold & Zucc.
69. Urtica triangularis Hand.-Mazz.
70. Urtica trichantha (Wedd.) Acevedo & L.E.Navas
71. Urtica urens L.
72. Urtica urentivelutina Weigend
73. Urtica wallichiana Steud.

## Galerija
- Urtica dioica
- Urtica membranacea (sin. Urtica dubia)
- Urtica incisa (nije priznata)
- Urtica kioviensis
- Urtica atrovirens
- jelo s koprivom
- list
- Urtica chamaedryoides